# Route nationale 8bis
Die Route nationale 8bis, kurz N 8bis oder RN 8bis, war eine in Marseille an der N8 beginnende französische Nationalstraße, die zur N 7 westlich von Saint-Maximin-la-Sainte-Baume führte. Sie existierte von 1837 bis 1973. Definiert wurde sie als Route von Marseille nach Italien, wobei ab Pourcieux die N 7 zu benutzen war. Ihre Länge betrug 45 Kilometer.